# San Baudelio de Berlanga

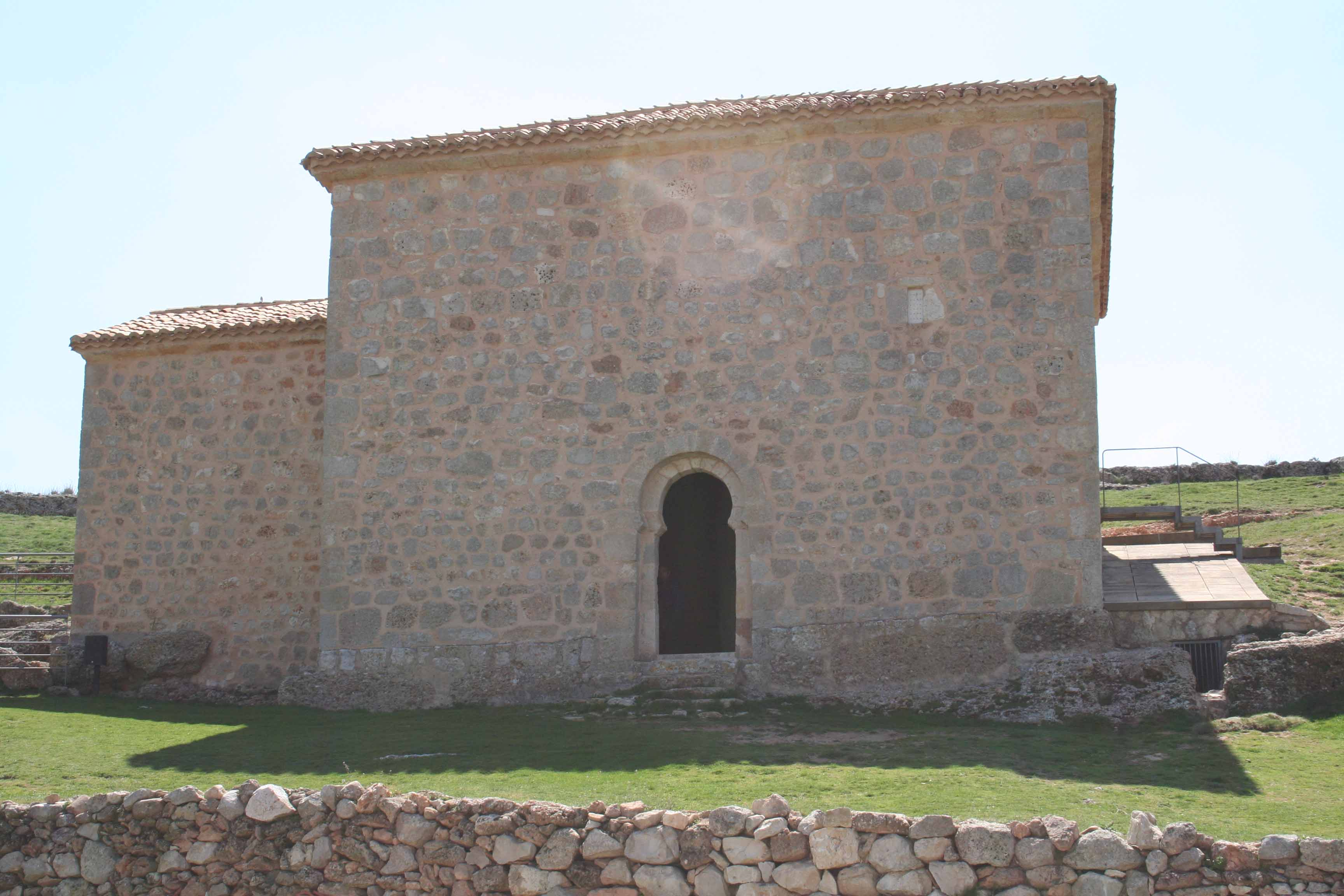
Außenansicht der Kirche San Baudelio de Berlanga

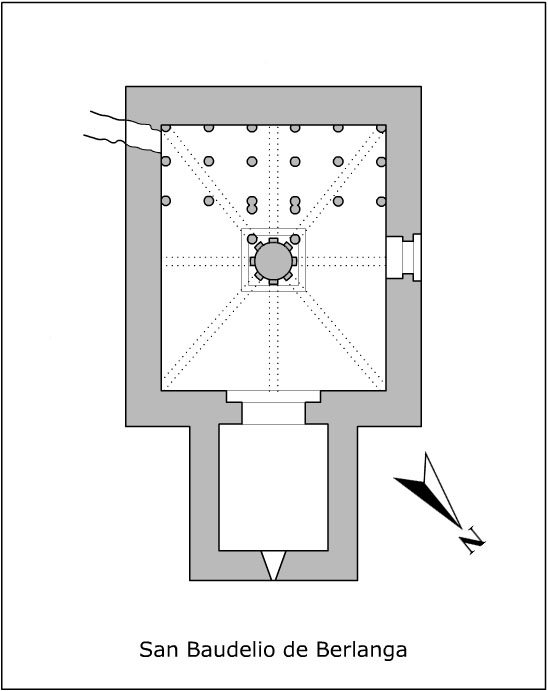
Grundriss

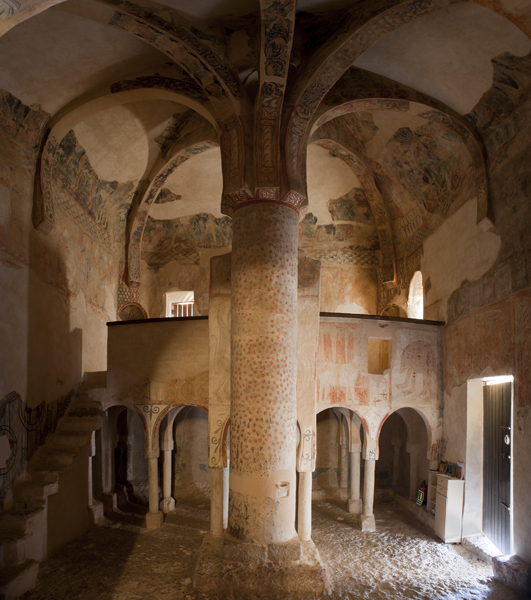
Innenraum

San Baudelio de Berlanga ist eine mozarabische Kirche aus der zweiten Hälfte des 11. Jahrhunderts in der Nähe des Ortes Casillas de Berlanga und gehört zur Gemeinde Caltojar in der spanischen Provinz Soria im Südosten der autonomen Region Kastilien-León. Sie besitzt einen Palmettenpfeiler und Fresken aus dem 12. Jahrhundert.

## Geschichte
Der Bau der Kirche steht in Zusammenhang mit der christlichen Rückeroberung (reconquista) der Gebiete nördlich des Duero um 1060 und ihrer anschließenden Wiederbesiedlung (repoblación) durch Christen, die unter maurischer Herrschaft gelebt und sich deren Kultur angeeignet hatten. Die Kirche wurde in der zweiten Hälfte des 11. Jahrhunderts vor dem Eingang zu einer Grotte errichtet, in die sich in der Spätantike oder im frühen Mittelalter wahrscheinlich ein Eremit zurückgezogen hatte. Die Grotte befand sich neben einer Quelle. Aus dieser Einsiedelei entstand im 10. Jahrhundert eine Klostergemeinschaft, die den hl. Baudilius, einen Märtyrer aus der Zeit des Kaisers Julian Apostata (360–363), zu ihrem Schutzpatron erwählte.
Der erste schriftliche Nachweis des Klosters datiert aus dem Jahr 1136, als es durch den Beschluss eines Konzils von Burgos der Diözese Sigüenza unterstellt wurde. Wann Kloster und Kirche aufgegeben wurden, ist nicht belegt. Zeitweise diente die Kirche als Schafstall.
Im 19. Jahrhundert gelangte die Anlage in Privatbesitz und wurde 1893 von zwölf Einwohnern des Dorfes Casillas de Berlanga gekauft. Bereits 1884 und 1907 wurde in wissenschaftlichen Publikationen auf die kunstgeschichtliche Bedeutung der Architektur und der Fresken von San Baudelio hingewiesen. Im Jahr 1917 wurde das Bauwerk zum spanischen Kulturdenkmal (Bien de Interés Cultural) erklärt.
Zwischen 1922 und 1926 wurden 23 Fresken entfernt und von den damaligen Besitzern verkauft. Diese Fresken befinden sich heute in amerikanischen Museen (Cincinnati Art Museum, Indianapolis Museum of Art, Museum of The Cloisters des Metropolitan Museum of Art in New York, Museum of Fine Arts in Boston) und im Museo del Prado in Madrid. Wegen des schlechten Erhaltungszustandes des Daches wurden die restlichen, am Ort verbliebenen Fresken stark beschädigt. 1949 wurde die Kirche von der Stiftung Fundación Lázaro Galdiano gekauft und dem Staat geschenkt. Danach wurde mit der Renovierung begonnen. 1965 wurden die verbliebenen Fresken entfernt, restauriert und wieder eingesetzt. Heute gehört San Baudelio zum Museo Numantino von Soria.

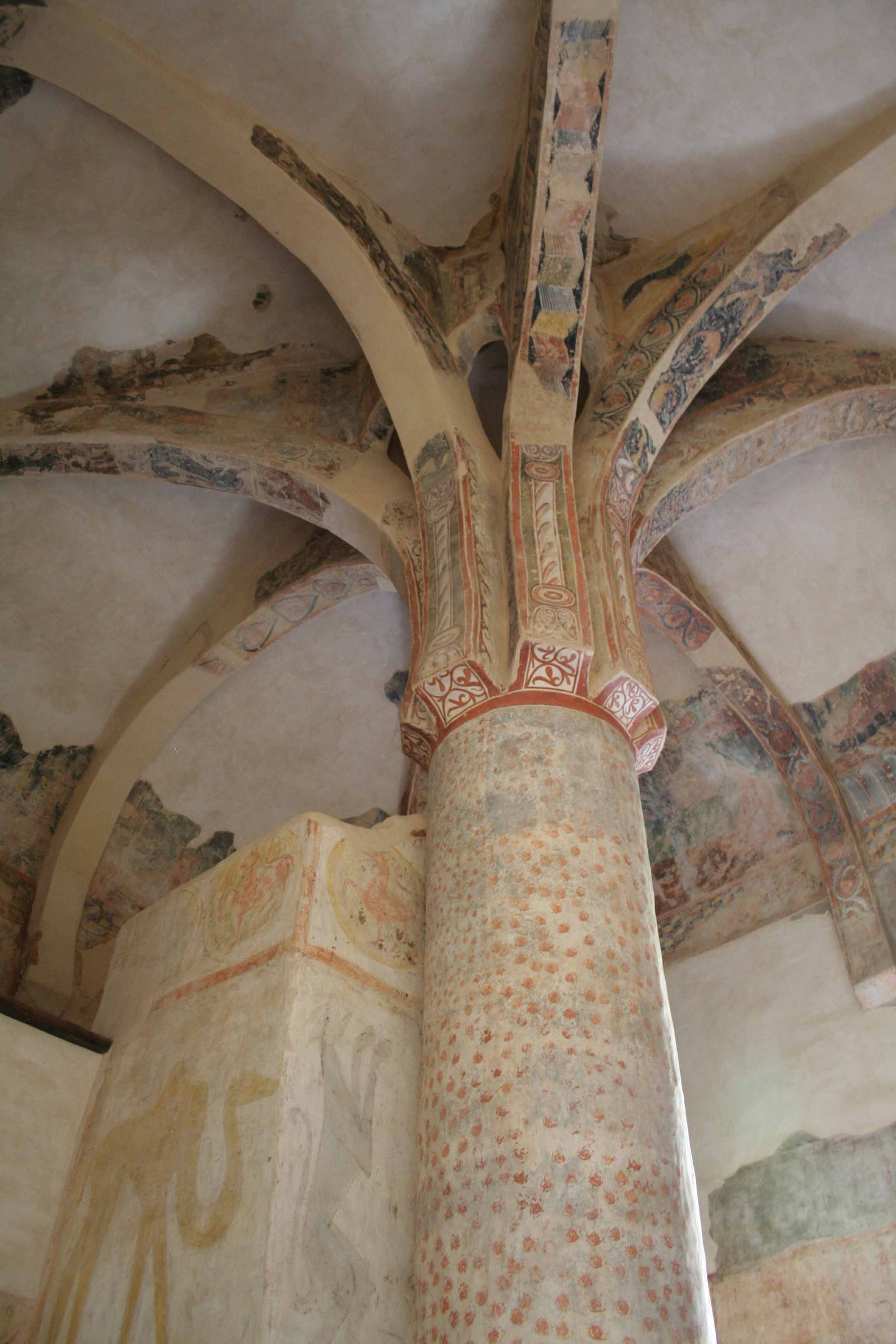
Die zentrale Säule mit acht Rippen, über denen sich die versteckte Kammer befindet, am Säulenschaft das Kapellchen

## Architektur
Die Kirche ist aus Bruchstein errichtet und besteht aus zwei fast quadratischen Baukörpern. Der östliche Teil, die Apsis, besitzt ein Satteldach, das größere Hauptgebäude ein Pyramidendach. Nach außen öffnen sich nur zwei Türen und zwei kleine Fenster. Der Eingang weist einen Hufeisenbogen mit unregelmäßigen Wölbsteinen auf. In der Mitte des Hauptschiffes zieht die wuchtige Säule, von der – wie die Zweige einer Palme – acht Bögen ausgehen, die das Gewölbe tragen, die Aufmerksamkeit auf sich. Die Palme ist im Islam das Symbol für das Paradies und im Christentum Zeichen der Märtyrer und Symbol für das Leben nach dem Tod. Im oberen Teil der Säule, hinter den Rippen des Gewölbes versteckt und von einer kleinen Kuppel mit sechs sich paarweise kreuzenden Rippen überdacht, befindet sich eine Kammer (cámara oculta), wie sie auch in anderen westgotischen oder mozarabischen Kirchen vorkommt und deren Bedeutung umstritten ist. Vielleicht wurde sie als Aufbewahrungsort für Reliquien genutzt oder diente als Klause eines Inklusen. Fünf Stufen führen im Osten zur rechteckig geschlossenen Apsis, die ein Tonnengewölbe und ein kleines Hufeisenfenster aufweist.
Im westlichen Bereich unterteilen Säulen mit Hufeisenbögen fünf kleine Schiffe, die als mezquitilla oder mezquita (Moschee) bezeichnet werden. Hier ist noch der Zugang zur direkt in den Fels gehauenen Grotte des Eremiten zu sehen. Über der mezquita befindet sich eine Empore mit dem sogenannten Kapellchen und der Chor, der ehemals durch eine Tür von außen zugänglich war.

## Fresken

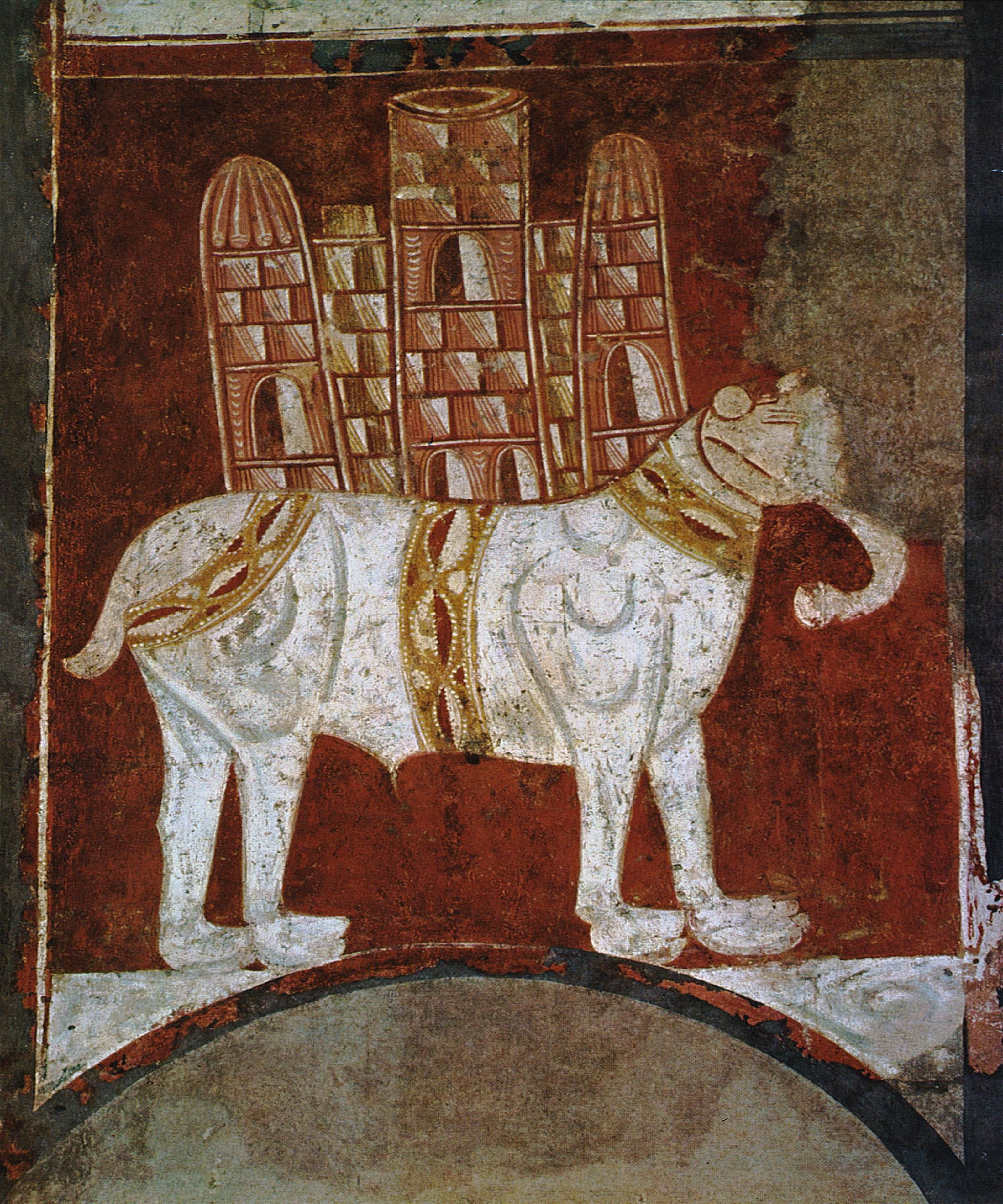
Fresko mit der Darstellung eines Elefanten; heute im Museo del Prado in Madrid

Die Fresken sind sehr wahrscheinlich im 12. Jahrhundert entstanden und gehören zu den ältesten in Spanien. Ursprünglich bedeckten sie den gesamten Innenraum, die Wände, die Säulen, die Decke und die Gewölberippen. Die entfernten Fresken sind heute zum Teil durch Kopien ersetzt. Teilweise sind die ursprünglichen Malereien noch an der Stelle der abgeschlagenen Fresken zu erkennen, da die Farbe den Putz durchdrungen hat. Die Darstellungen verbinden islamische und christliche Symbolik. Religiöse und weltliche Themen stehen nebeneinander.
Die Themen sind Jagd- und Tierdarstellungen wie eine Hirsch- und eine Hasenjagd, ein Falkner, ein Krieger, ein Elefant, der auf seinem Rücken eine Burg trägt, ein Bär, ein Dromedar, scharrende Hunde, ein Ibis. Zu den religiösen Themen gehören die Darstellung der drei Marien am Grabe, die Heilung des Blinden und die Auferweckung des Lazarus, die Hochzeit zu Kana, die Versuchung Jesu, der Einzug in Jerusalem, das Abendmahl und Szenen der Passion. Die beiden Figuren an der Stirnwand der Apsis werden als hl. Nikolaus und hl. Baudelius interpretiert. Auf dem Schlussstein der Fensterausschrägung ist eine Taube dargestellt.
Die restaurierten und wiedereingesetzten Fresken befinden sich vor allem am Gewölbe und auf den Gewölberippen. Hier sind folgende Szenen dargestellt: Verkündigung, Mariä Heimsuchung, Geburt Jesu, Verkündigung an die Hirten, Ankunft der Heiligen Drei Könige, Tötung der Unschuldigen Kinder, Darstellung des Herrn und Flucht nach Ägypten.

## Gräber
Hinter der Apsis befinden sich über 20 in den Fels gehauene Gräber, die auf das 11. und 12. Jahrhundert datiert werden und deren anthropomorphe Gestalt darauf schließen lässt, dass die Toten auf dem Rücken liegend bestattet wurden. Die Gräber wurden mit Steinplatten bedeckt und vermutlich bis ins 16. Jahrhundert genutzt.